# Mamie Eva Keith
Mamie Eva (Walter) Keith, née le 22 mars 1873 à Anna (Illinois) et morte le 20 septembre 1986 dans un établissement de long séjour, la Winchester House à Libertyville) était une supercentenaire américaine qui fut, du 21 février 1986 jusqu'à sa mort 7 mois plus tard, la plus ancienne personne vivante connue dans le monde. Elle avait été institutrice à Anna.
Eva Keith, qui vivait dans l'Illinois, avait succédé comme doyenne de l'humanité au Japonais Shigechiyo Izumi (dont le cas est aujourd'hui contesté) et elle est entrée dans l'édition 1987 du Livre Guinness des records. Elle fut la dernière personne à devenir « la plus âgée du monde » à 112 ans révolus puisqu'elle devait avoir 113 ans en février 1986. On a soutenu que d'autres personnes étaient plus vieilles mais vingt années de recherche n'ont jusqu'ici pas réussi à en identifier une autre (pour la période allant de février à septembre 1986), dont l'âge ait pu être contrôlé. Elle a vécu 113 ans et 182 jours. 
Son père était un ancien combattant de la guerre de Sécession où il avait servi sous les ordres du général William T. Sherman. On dit qu'elle se rappelait avoir entendu parler de la bataille de Little Big Horn alors qu'elle n'avait que 3 ans.